# Замок Меспельбрунн

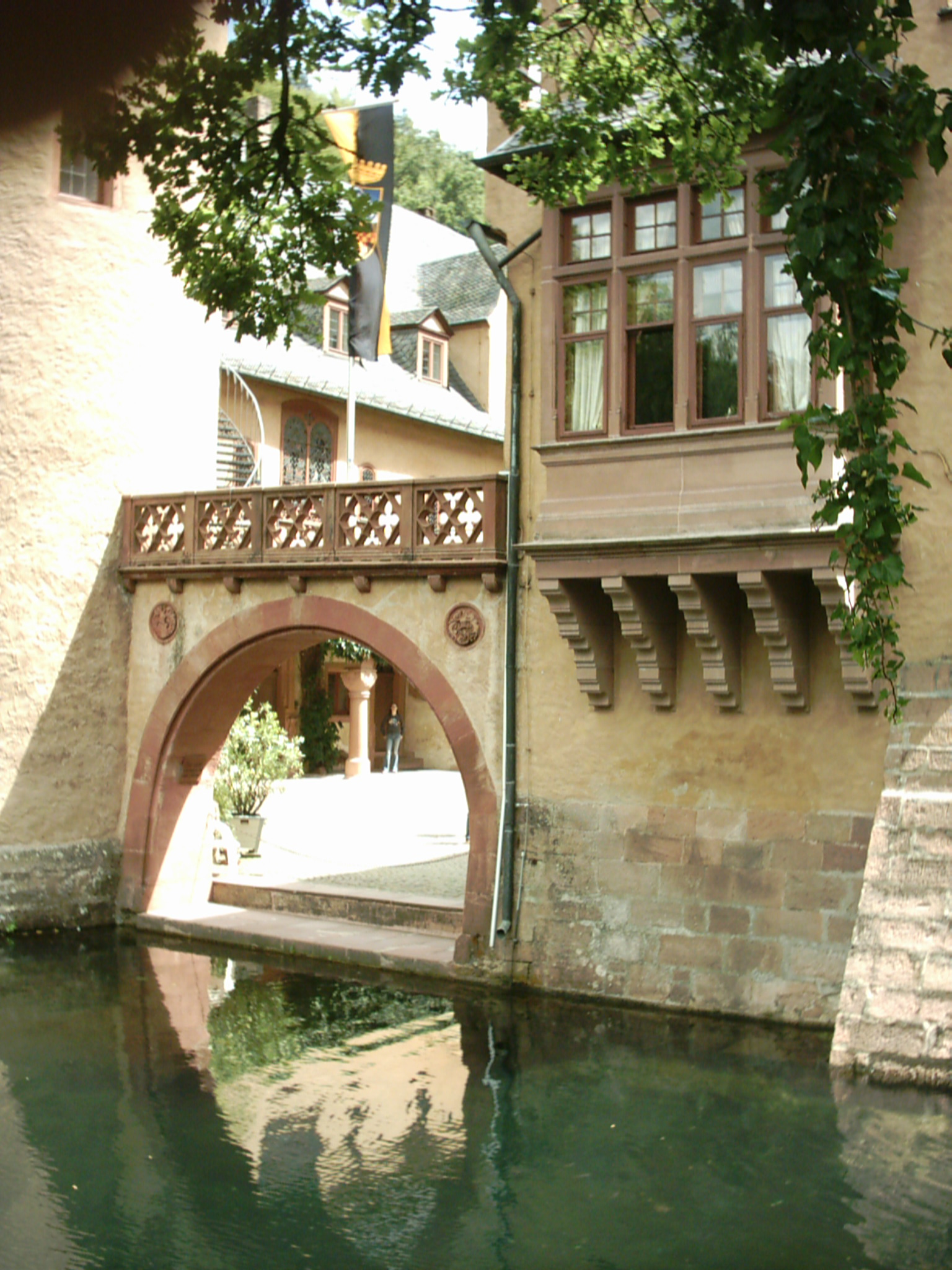
Западное крыло «Гавань»

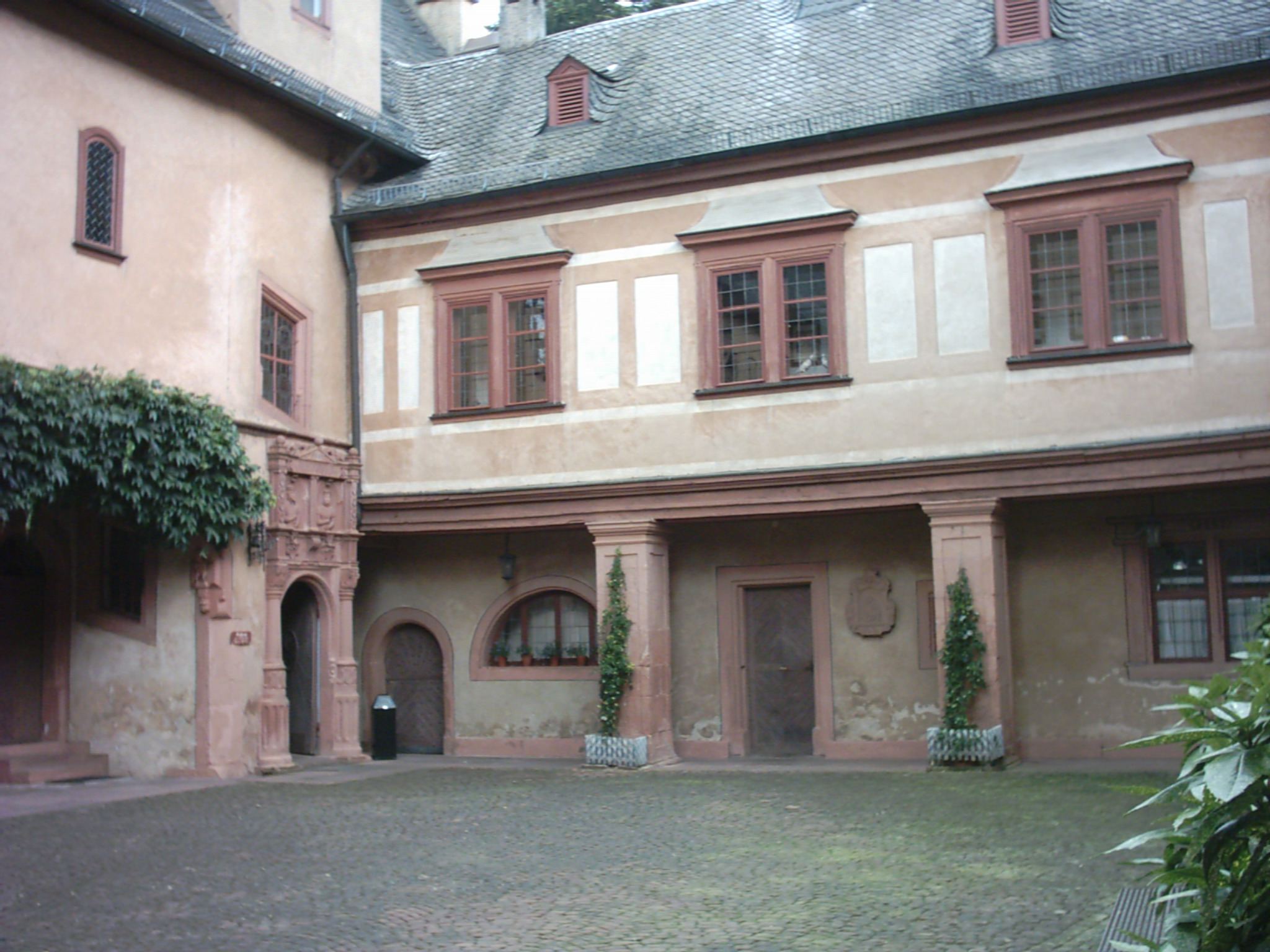
Южная часть двора

Замок Меспельбрунн (нем. Schloss Mespelbrunn) — средневековый замок на территории города Меспельбрунн, между Франкфуртом и Вюрцбургом. Построен в отдалённом месте долины реки Эльзава, в лесу Шпессарт. Один из наиболее посещаемых исторических объектов на воде в Германии, о котором часто упоминается в туристических путеводителях.

## Исторический обзор
На месте современного замка находился жилой дом. Его владельцем был Эаманн Эхтер, вицедом, то есть управляющий имениями архиепископа Майнца Иоганна II фон Нассау в замке и городе Ашаффенбурге. 1 мая 1412 года курфюрст подарил «Место для Эспельборна» Эхтеру, который построил дом без укрепления в долине неподалёку от пруда. В то время Шпессарт был диким и девственным лесом, где прятались от бандитов и уничтоживших соседние регионы гуситов.
В 1427 году Гаманн Эхтер, сын первого владельца, начал восстанавливать дом своего отца, укрепил замок стенами, башнями и рвом.

## Восстановление
Последующие поколения владельцев превратили оборонительные сооружения в ренессансную усадьбу. Сегодняшний вид замка — результат реконструкции, сделанной между 1551 и 1569 годами Петром Эхтером Меспельбруннским и его женой Гертрудой Адельсхаймской.
Самым известным из членов рода был Юлиус Эхтер фон Меспельбрунн, князь-епископ Вюрцбурга, который в 1576 году основал больницу в Вюрцбурге и в 1583 году повторно учредил Вюрцбургский университет.
В 1648 году, последний член семьи, Мария Оттилия Эхтерин-Меспельбрунская, вышла замуж за Филиппа Людвига фон Ингельхайма, члена семьи баронов, которые впоследствии стали графами. С разрешения императора имя семьи Эхтер сохранено путём объединения имён графов Ингельхайм и Эхтер Меспельбрунских.
Благодаря отдалённому расположению замок уцелел от разрушений в результате войн.

## Описание
Главное здание замка построено на почти квадратном фундаменте на восточной стороне пруда. С северной, западной и южной сторон двор окружён двухэтажными домами. На северо-восточном и юго-западном углу к домам пристроены башни одинаковой высоты. Они украшены фронтонами на западной стороне. Главный вход находится на левой стороне южной здания. На западной стороне двор заканчивается двумя обрамлёнными переходами к воде и главной башней в центре, которая венчает замок.

## Современное состояние
Сегодня замок принадлежит семье графов Ингельхайм, живущим в южном крыле замка.
В 1957 году в замке снимались сцены из немецкого комедийного фильма Das Wirtshaus im Spessart («Харчевня в Шпессарте», 1958) по мотивам сказки Вильгельма Гауфа.
В 1970-е годы была выпущена серия немецких почтовых марок «Крепости и замки», одна из которых была посвящена замку Меспельбрунн.